# Reprezentacja Australii w koszykówce kobiet
Reprezentacja Australii w koszykówce kobiet narodowy zespół koszykarek Australii. Reprezentuje swój kraj w rozgrywkach międzynarodowych.
Obecnie trenerką reprezentacji jest Carrie Graf. 
Obecnie zajmuje 2. miejsce w Rankingu FIBA.
Mistrzynie świata z 2006 roku. Trzykrotne wicemistrzynie olimpijskie (2000, 2004, 2008).

## Sukcesy
- Mistrzostwa Świata:
  -  2006
  -  1998, 2002
- Mistrzostwa Oceanii:
  -  1974, 1978, 1982, 1985, 1989, 1995, 1997, 2001, 2003, 2005, 2007, 2009
- Igrzyska Olimpijskie:
  -  2000, 2004, 2008
  -  1996, 2012